# Photoscotosia leechi
Photoscotosia leechi är en fjärilsart som beskrevs av Alphéraky 1892. Photoscotosia leechi ingår i släktet Photoscotosia och familjen mätare. Inga underarter finns listade i Catalogue of Life.